# اسمش را فریحا گذاشتم
اسمش را فریحا گذاشتم (به ترکی استانبولی: Adını Feriha Koydum) یکی از سریال‌های تلویزیونی ترکیه است که پخش از ۱۴ ژانویه ۲۰۱۱ از شبکه شو تی‌وی، شروع و در ۱۴ دسامبر ۲۰۱۲ بعد از ۳ فصل به پایان رسید.
این سریال دربارهٔ زندگی فریحا ییلماز (هازال کایا)، است که به همراه مادر و پدرش که سرایدار آپارتمان هستند، در یک خانه مجلل زندگی می‌کند. فریحا که در شرایط مالی سختی بزرگ شده، با ورود به دانشگاه رؤیای زندگی بهتری را در سر می‌پروراند. فریحا با شروع دانشگاه، هویت واقعی خود را در میان دوستان ثروتمند و معتبرش پنهان می‌کند و خود را دختر یک خانواده ثروتمند معرفی می‌کند، با امیر صراف‌اوغلو (چاعاتای اولوسوی) آشنا می‌شود و داستان عاشقانه‌ای بین آنها آغاز می‌شود. با این حال، زندگی جدید فریحا که بر پایه دروغ بنا شده، به مرور زمان مشکلات بزرگی را ایجاد خواهد کرد.
این مجموعه تلویزیونی در بین بینندگان جوان بسیار محبوب بود و نمادی از اضطراب طبقاتی در ترکیه است. دو فصل اول در مجموع ۶۷ قسمت دارد و در سراسر جهان بسیار موفق بود اما فصل سوم و آخر که با عنوان «اسمش را فریحا گذاشتم: راه امیر» از ۷ سپتامبر تا ۱۴ دسامبر ۲۰۱۲ پخش شد که چندان موفق نبود و پس از ۱۳ قسمت به پایان رسید. این سریال به بیش از ۷۰ کشور صادر شده است.

## نمای کلی
| فصل | فصل | قسمت‌ها | اولین بار پخش شد | آخرین بار پخش شد | تعداد قسمت‌ها | شبکه تلویزیونی |
| --- | --- | ------ | ---------------- | ---------------- | ------------ | -------------- |
|     | ۱   | ۲۴     | ۱۴ ژانویه ۲۰۱۱   | ۲۴ ژوئن ۲۰۱۱     | ۲۴–۱         | شو تی‌وی        |
|     | ۲   | ۴۳     | ۹ سپتامبر ۲۰۱۱   | ۲۹ ژوئن ۲۰۱۲     | ۶۷–۲۵        | شو تی‌وی        |
|     | ۳   | ۱۳     | ۷ سپتامبر ۲۰۱۲   | ۱۴ دسامبر ۲۰۱۲   | ۸۰–۶۸        | شو تی‌وی        |

### فصل اول
فریحا ییلماز (هازل کایا) دختری جذاب، زیبا، با استعداد و جاه‌طلب از خانواده ای بسیار فقیر است. پدرش، رضا ییلماز (متین چکمز)، سرایدار ساختمانی در اتیلر، محله ای اعیان‌نشین در استانبول است. مادرش زهرا ییلماز (وحیده پرچین)، یک خانه‌دار است که از نظافت کردن خانه‌های اعیانی نیز پول درمی‌آورد. به دلیل هوشی که به فریحا دارد، یک بورس تحصیلی کامل برای حضور در یک دانشگاه خصوصی اعطا می‌شود. او لباس‌های گران‌قیمت جانسو، همسایه اش را در دانشگاه می‌پوشد و سعی می‌کند تا ثروتمند به نظر برسد. او در دانشگاه با مرد جوان خوش‌تیپ و ثروتمندی به نام امیر صراف‌اوغلو (چاعاتای اولوسوی) آشنا می‌شود که به زن‌بازی معروف است. فریحا به دلیل ترس از طرد شدن در دانشگاه در مورد زندگی خود دروغ می‌گوید. او و امیر با گذشت زمان و شرایط مساعد عاشق یکدیگر می‌شوند. با این حال، همان‌طور که این عشق رشد می‌کند، او در دام دروغ‌های خودش گرفتار می‌شود.

### فصل دوم
دوست دوران کودکی امیر، هانده (جیدا آتش) عاشق امیر است، در حالی که دوست نزدیک امیر، کورای اونات، عاشق هانده است. فریحا متوجه می‌شود که یکی از دوستان دانشگاهش به نام غنچه از کورای باردار است و تصمیم می‌گیرد با کمک در هنگام سقط جنین به آنها کمک کند. هانده عکسی از کورای و فریحا که همدیگر را بغل کرده‌اند را در مجله منتشر می‌کند. امیر ابتدا احساس می‌کند که فریحا کار خطایی انجام داده، اما بعداً او را باور می‌کند. فریحا از همسایه‌اش جانسو که از طرفداران قدیمی امیر است، لباس‌های فانتزی قرض می‌گیرد. جانسو به فریحا حسادت می‌کند و عکس‌های مجله را به پدر فریحا نشان می‌دهد و غیرت آنها را تحریک می‌کند. این عمل او موجب می‌شود که فریحا با اصرار پدرش به نامزدی خلیل درآید. بعد از مدتی فریحا به اشتباه بودن نامزدی بیش از پیش پی می‌برد و حلقه نامزدی را پس می‌دهد. پس لز مدتی امیر با او ازدواج می‌کند. هر دو خانواده ییلماز و صراف اوغلو از این ازدواج عصبانی می‌شوند و روابط خود را با آنها قطع می‌کنند. امیر می‌خواهد از دوست دختر قبلی اش ایجه در برابر یاووز سانجاکتار محافظت کند. فریحا از طمع و جاه‌طلیی امیر و اینکه او تمام شب را کار می‌کند ناراحت است و از او می‌خواهد که بین او و کار یکی را انتخاب کند. بر اثر یک سوء تفاهم، فریحا از امیر جدا می‌شود و از امیر طلاق می‌گیرد و به مدت ۳ سال با «لونت» به آمریکا نقل مکان می‌کند. امیر با ایجه نامزد می‌کند تا با ایجاد این وصلت از او در برابر دوست پسر قبلی‌اش یاووز سانجاکتار محافظت کند. وقتی سوء تفاهم به وجود آمده بین فریحا و امیر برطرف می‌شود آنها دوباره ازدواج می‌کنند. با این حال دو گلوله توسط خلیل شلیک می‌شود و فریحا در آغوش امیر می‌میرد. مادر فریحا زهرا نیز با گلوله دوم مورد اصابت گلوله قرار گرفته و او هم می‌میرد که این موضوع در فصل سوم توضیح داده می‌شود.

### فصل سوم راه امیر
در راه امیر معلوم می‌شود فریحا و مادرش توسط نامزد قبلی او خلیل که به نحوی توانسته از بیمارستان روانی فرار کند، کشته شده‌اند. امیر (چاعاتای اولوسوی) از مرگ فریحا به شدت غمگین است. دختر عموی زیبای فریحا زلال ییلماز عاشق امیر می‌شود. بعداً گونش خواهر یاووز سانچاکتر نیز عاشق امیر می‌شود. در آخر قسمت ساخته شده مادر امیر با صنم خانم بحث می‌کند و سیلی به صنم می‌زند صنم خانم قطع نخاع و فلج می‌شود و یاووز او را به حال خودش رها می‌کند. بعد از باخبر شدن یاووز از رابطه امیر و گونش به فکر انتقام هست و متوجه می‌شود که خواهرش گونش از امیر باردار شده است. انگین به صورت غافلگیرانه امیر را می‌کشد و امیر کنار قبر فریحا خاک می‌شود. کلثوم که تعادل روانی ندارد راهی آسایشگاه روانی می‌شود و پینار و کورای برخلاف انتظار همه با هم ازدواج می‌کنند. گونش هم پس از ۹ ماه فرزند امیر را به دنیا می‌آورد و سریال راه امیر با پایانی غمگین به اتمام می‌رسد.

## بازیگران و شخصیت‌ها
- هازل کایا در نقش فریحا ییلماز شخصیت اصلی: فریحا به عنوان شخصیتی که مرتباً دروغ می‌گوید و مشکل کنترل خشم دارد در تاریخ سریال‌های تلویزیونی ترکیه ثبت شده است.[۴] «فریحا» وقتی وارد محیط‌هایی می‌شود که با سبک زندگی اش همخوانی ندارد، دروغ را به عنوان راه فرار انتخاب می‌کند. این شخصیت که به یک دانشگاه نخبه رفت و دروغ را راه حلی برای جا افتادن در آنجا پیدا کرد. «فریحا» احساس شرمندگی می‌کند زیرا سطح اقتصادی خانواده‌اش پایین است و آنها به عنوان سرایدار و نظافتچی مشغول به کار هستند که در بین مردم به عنوان جایگاه پایینی دیده می‌شود. شرمی که تجربه می‌کند و نیاز به پنهان کردن آن نشان می‌دهد که او عقده حقارت دارد. او از زندگی که در آن بزرگ شده، سطح اقتصادی و محیط خانوادگی خود احساس شرمندگی می‌کند. این وضعیت او را به دروغ گفتن سوق می‌دهد. «فریحا» در سازگاری با محیط جدید مشکل دارد و دروغ را به عنوان مکانیزم دفاعی فرار توسعه می‌دهد. دروغ‌هایی که او می‌گوید اساساً در مورد ساختار خانواده، نظم خانواده و سطح اقتصادی است که ممکن است به این معنی باشد که او در مورد مسائل ذکر شده عقده حقارت دارد. وی خانواده خود را افرادی با منزلت و سطح اقتصادی بالا معرفی می‌کند. دروغ‌هایی که او می‌گوید در طول سریال بزرگتر و بزرگتر می‌شود و او یک «خود جدید» یا اسطوره‌ای از خود ایجاد می‌کند. بر همین پایه می‌توان فریحا را به عنوان یک شخصیت مبتلا به دروغ‌گویی بیمارگونه (شیدایی اسطوره‌ای Mitomani) در نظر گرفت.[۵] از طرفی دیگر عنوان می‌شود که شاید عنوان دروغ‌گویی بیمارگونه برای توصیف شخصیت او درست نباشد زیرا فریحا در دنیای فانتزی زندگی نمی‌کند و شخصیتی است که از دروغ گفتن خود آگاه است. در واقع دروغ‌هایی که او می‌گوید هیچ تفاوتی با یک واکنش زنجیره‌ای ندارد. علاوه بر این، رفتار نادرست شخصیت‌های دیگر سریال و اینکه اطرافیان این شخصیت مدام به او این احساس را می‌دهند که باید از خود دفاع کند، باعث شده فریحا چیزهایی را پنهان کند یا واقعیت‌ها را تغییر دهد.[۴] چون خانواده فریحا به دخترشان فرصت زندگی شخصی را نمی‌دهند، فریحا از تصمیم‌گیری خود می‌ترسد و وقتی جرئت این کار را پیدا می‌کند، خانواده اش به او پشت می‌کنند. فریحا فقط دوست پسرش امیر را دارد که اصلاً او را نمی‌شناسد و در شرایط بسیار متفاوتی با او بزرگ شده است. او در اوایل ازدواجش و پس از جدایی از خانواده اش بسیار تنها شده و به فردی افسرده و ناراضی تبدیل می‌شود. از آنجایی که امیر و فریحا هر دو در خانواده‌های سالم بزرگ نشدند، نمی‌توانند رابطه بسیار شادی داشته باشند زیرا هر دو مستعد دعوا و افرادی متهم‌کننده هستند. پس از سال‌ها سوءتفاهم، زمانی که هر دو به بلوغ لازم می‌رسند، تصمیم به ازدواج مجدد با یکدیگر می‌گیرند.[۴]
- چاعاتای اولوسوی در نقش امیر صراف‌اوغلو شخصیت اصلی:امیر معشوق فریحا شخصیتی است که عموماً در حفظ تعادلش دچار مشکل است، او آرام به نظر می‌رسد اما در هنگام عصبانیت تصمیم‌های اشتباه می‌گیرد و متهم‌کننده و قضاوت‌کننده است. با وجود اینکه پیوند بین او و فریحا قوی است، اما اختلافات زندگی آنها هر از گاهی آنها را از یکدیگر دور می‌کند و این پیوند با دروغ سست شده است.[۴]
- وحیده پرچین در نقش زهرا ییلماز مادر فریحا: وحیده پرچین بازیگر نقش زهرا ییلماز، مادر فریحا که در اواسط فصل دوم به سرطان مبتلا شد. از آنجایی که او یکی از بازیگران اصلی سریال محسوب می‌شد، سناریو باید طوری پیش می‌رفت که خارج شدن او از سریال، در روند داستان تغییری ایجاد نکند بنابراین در داستان سریال او به همراه پسر کوچکش «عمر» به روستا رفت و این‌گونه از سریال جدا شد و برای درمان اقدام کرد و دیگر هرگز در ادامه سریال حضور نیافت.[۶] اگرچه مادر زهرا تا حدی از دخترش برای رسیدن به زندگی مورد نظرش حمایت می‌کند، اما او فردی است که در ساختار خانواده سنتی بزرگ شده است و می‌توان او را منفعل دانست. او اغلب به دخترش یادآوری می‌کند که از او در برابر پدر و برادر دوقلویش محمد محافظت می‌کند. اما با توجه به ساختار کلی خانواده، رفتار زهرا به اندازه پدرش بر فریحا تأثیر منفی ندارد، اما موضع‌گیری خیرخواهانه اما نامناسب زهرا نیز آسیب زیادی به فریحا وارد کرد. زهرا را می‌توان شخصیتی توصیف کرد که سعی می‌کند تا آنجا که می‌تواند از دخترش محافظت کند اما گاهی دخترش را در حین انجام این کارها مجبور می‌کند که بیشتر دروغ بگوید.[۴] شخصیت زهرا که نقش زن دربان را در سریال نامش را فریحا بازی می‌کند، در برخی جنبه‌ها منفی و در برخی جنبه‌ها مثبت یا خنثی بازنمایی می‌شود. در حالی که این شخصیت بی سواد، جاه طلب و شایعه پراکن به عنوان ویژگی‌های منفی منعکس می‌شود. ارادت او به خانواده به عنوان یک ویژگی مثبت گزارش شده است. زهرا بیان می‌کند که از زندگی خود و طبقه اجتماعی که به آن تعلق دارد راضی نیست.[۷]
- متین چکمز در نقش رضا ییلماز پدر فریحا:شخصیت بابا رضا به عنوان شخصیتی ظاهر می‌شود که اقتدارش در خانه به شدت احساس می‌شود، که می‌خواهد هر چه می‌گوید انجام شود، به زنان خانه احترام نمی‌گذارد و به این که آنها نیز شخصیتی هستند بی اعتنایی می‌کند. او هم خشونت روانی و هم جسمی بر فریحا اعمال می‌کند و سعی می‌کند با شبانه رفتن به سراغ فریحا و نوازش موهای فریحا یا سکوت، پشیمانی خود را بپوشاند. رفتار پدرش، فریحا را در یک موقعیت پیچیده عاطفی قرار می‌دهد. شخصیت پدر نقش بسیار منفی در زندگی دخترش داشته است.[۴] رضا در سریال نقش سرایدار را بازی می‌کند، به‌صورت منفی به‌عنوان بی‌سواد، عصبانی، مردسالار، محافظه‌کار، سرکوبگر و مستعد خشونت معرفی می‌شود، در حالی که صداقت او بازنمایی مثبتی از شخصیت اوست.[۷]
- صدف شاهین در نقش جانسو دوست دوران کودکی و همسایه فریحا: صدف شاهین در این سریال نقش شخصیتی به نام «جانسو» را بازی می‌کند که از اختلال شخصیت مرزی در رنج است. صدف شاهین در مورد نقش خود می‌گوید:

من شروع به تحقیق در مورد اختلال شخصیت مرزی و بازی بر اساس آن کردم و خطوط کاراکتر شروع به جا افتادن کردند. زمانی که سریال را شروع کردم، خلق شخصیت جانسو در دستان من بود، اما پس از چسباندن برچسب، مجبور شدم نقش جانسو را بازی کنم، زیرا کاری که بازیگر می‌تواند انجام دهد توسط شناخت آن بیماری محدود می‌شود. من از بازی در نقش جانسو بسیار خوشحالم زیرا هر بازیگری نمی‌تواند یک ضدقهرمان بسازد. بسیاری از بینندگان با من همذات پنداری کردند و گفتند که با وجود همه بدی‌های جانسو او را دوست داشتند. 
- دنیز اوغور در نقش صنم نامادری جانسو: صنم به عنوان ساکن ثروتمند و با ابهت آپارتمانی که پدر فریحا در آن کار می‌کند، ظاهر می‌شود. بازی اوغور با موفقیت ماهیت پیچیده و دسیسه‌چین شخصیت این سریال را آشکار می‌کند. در ابتدا امیر تصور می‌کند صنم مادر فریحا است. او به شوهرش خیانت می‌کند و پس از مرگ شوهرش قصد دارد با دسیسه‌چینی ارث دخترخوانده‌اش جانسو را تصاحب کند.[۹]
- جیدا آتش در نقش هانده دوست امیر و کورای: دختری از طبقه ثروتمند، دوست امیر و کورای. او امیر را دوست دارد و از فریحا متنفر است و مدام برای او مشکل ایجاد می‌کند. با این حال، پس از ناامید شدن از جذب علاقه امیر به طرف خود، تغییر رویه می‌دهد و سعی می‌کند به آنها کمک کند تا دوباره به هم برسند، زیرا به این نتیجه رسیده است که امیر تا زمانی که با فریحا نباشد، روحیهٔ خوبی ندارد و او می‌خواهد که امیر خوشحال باشد.
- یوسف اکگون در نقش کورای:دوست امیر و هانده که هانده را دوست دارد، اما هانده عاشق امیر است. او فریحا را گرامی می‌دارد، زیرا فریحا بسیار به او کمک می‌کند و در نهایت مجبور می‌شود با دختر عمه فریحا، کلثوم ازدواج کند.
- ملیح سلچوک در نقش محمد، برادر دوقلوی فریحا: محمد/مهمت، پدرش را به عنوان الگو انتخاب کرده است. محمد اشتباهات زیادی مرتکب می‌شود، اما نیازی به قبول مسئولیت عواقب آن اشتباهات ندارد. در عین حال به خواهرش که در دانشگاه درس می‌خواند حسادت می‌کند و حتی این موضوع را کتمان نمی‌کند.[۴] شخصیت مهمت در سریال بی‌سواد، جنگ‌طلب و متمایل به کسب درآمد از راه آسان است. او را به عنوان یک زورگو معرفی می‌شود که به خواهرش فشار می‌آورد و عامیانه صحبت می‌کند.[۷]
- اوفوک تان آلتون کایا در نقش خلیل نامزد فریحا: او در مورد شخصیت خود در این سریال می‌گوید: در واقع فکر نمی‌کنم به یک شخصیت بد جان داده‌ام. چون وقتی نگاه می‌کنم اصلاً خلیل شخصیت بدی نیست. خلیل قبل از اینکه تعادل روانی خود را از دست بدهد، فردی باهوش، شایسته، پاک و بی‌گناه بود. پس از آن در اثر عشق، تأثیر حوادث و محیط، سلامت روانی او آسیب دید. ما نمی‌توانیم بگوییم که هر فردی که از نظر روانی ناپایدار است بد است اما البته او تبدیل به یک شخصیت منفور شد زیرا بین عشق بین فریحا و امیر قرار گرفت.[۱۰]
- آهو سونگور در نقش آیسون: آیسون مادر امیر است که در کودکی او از پدر امیر طلاق گرفته است. در تحقیقی که در مورد نقش مادری در این سریال انجام شد، بینندگان اظهار داشتند که مادر امیر نمونه یک مادر مدرن از طبقات بالا است که فکر می‌کنند با پول دادن به فرزندان خود آنها می‌توانند تمام مشکلاتش را حل کنند. او مانند مادران هم سطح خود یعنی مادر کورای و مادر هانده از فرزندش دست کشیده است و فقط وقتی در کار او دخالت می‌کند که احساس می‌کند او با شخص اشتباهی در رابطه است.

: 118 
- آرای اوزبای (فصل اول) و مراد اونوک (فصل دوم) در نقش اونال صراف‌اوغلو: پدر امیر در کودکی پسرش، به مادر امیر، آیسون خیانت می‌کند. او چندان به امیر توجه نشان نمی‌دهد و آیسون همیشه به همین علت او را سرزنش می‌کند.[۹]
- * باریش کیلیچ ابتدا در نقش لونت، کاپیتان قایق سپس استاد دانشگاه فریحا که جایگاه مهمی در زندگی فریحا دارد.[۹]

## تولید

### طرح سریال
یکی از دو فیلمنامه‌نویس این سریال ملیس جیولک مادر فیضا جیولک است که نقش دختر جوانی به نام «لارا» را در فیلم بازی کرده است. فیضا جیولک گفته است که داستان فریحا در واقع داستان یکی از دوستان خود او بوده و مادرش از موضوع دروغ گفتن این دوست الهام گرفته و سریال را نوشته است اما موضوع‌های مربوط به عشق به دوست او ارتباطی ندارد.
در این فیلم هازل کایا، بازیگر نقش فریحا، و جیدا آتش در نقش هانده حضور دارند. این دو بازیگر زن تعهدات دیگری پیدا کردند که پرداخت بهتری داشتند و به تهیه‌کنندگان «اسمش را فریحا گذاشتم» گفتند که می‌خواهند در آخرین فصل از این سریال موفق ظاهر نشوند. به همین دلیل است که فیلمنامه‌نویسان مجبور به «کشتن» شخصیت اصلی می‌شوند؛ بنابراین، به فریحا درست در مقابل محراب عروسی، پس از گفتن «بله» به مرد زندگی خود - امیر - تیراندازی می‌شود.
پس از آن، فیلمبرداری فصل سوم این سریال آغاز شد، اما با عنوانی متفاوت راه امیر اما پس از پخش اولین قسمت‌های آن به دلیل رتبه بسیار پایین از روی آنتن ترکیه حذف شد. دلیل تیراندازی و مرگ فریحا در پایان فصل دوم مشخص نبود و تماشاگران بیش از حد ناامید شدند اما معلوم شد که تمام جزئیات مربوط به مرگ، تشییع جنازه و از دست دادن فریحا در ادامه سریال «راه امیر» فاش خواهد شد. در راه امیر معلوم می‌شود زن جوان توسط نامزد قبلی خلیل کشته شده است که به نحوی توانسته از بیمارستان روانی فرار کند.
عایشه‌گل جیداملی، بازیگر نقش «خدیجه» در سریال، در یک برنامه تلویزیونی اظهار داشت که همبازی سابقش، هازل کایا، به دلیل ناراحتی از فیلمنامه این پروژه جدا شد و نقطه اوج ناراحتی هازل درج انجام معاینه بکارت در فیلمنامه بود. هازل با گفتن اینکه «من دیگر در این نقش بازی نمی‌کنم، اینجا به زنان به دیده تحقیر نگاه می‌شود» با فیلمبرداری این صحنه از فیلمنامه مخالفت کرد. او حتی با گفتن «عایشه گل، دارند من را برای معاینه بکارت می‌برند، دیگر بس است؟» به من اعتراض کرد. به او گفتم «دخترم، فریحا، تو کسی نیستی که برای معاینه بکارت می‌رود. نقش خودت را با واقعیت قاطی نکن.» اما او گوش نداد. هازل دیگر هرگز نتوانست اوضاع را درست کند که در نهایت منجر به ترک سریال توسط او شد.
صدف شاهین بازیگر نقش جانسو در مورد عدم موفقیت و خاتمهٔ زودرس راه امیر می‌گوید: 
ما در آغاز به موفقیت پروژه راه امیر اعتقاد داشتیم و به همین دلیل درگیر این پروژه شدیم. فاتیح اکسوی تهیه‌کنندهٔ سریال از قبل سریال را برای دو فصل برنامه‌ریزی کرده بود، اما مطالبات زیادی برای ادامه سریال وجود داشت و داستان‌هایی بود که معتقد بودیم هنوز تمام نشده است؛ بنابراین تصمیم به ادامه سریال در فصل سوم گرفتیم. بعد متوجه شدیم که مخاطبان در واقع عشق فریحا و امیر را دوست داشتند. به همین دلیل است که راه امیر ادامه پیدا نمی‌کند. تماشاگران نتوانستند دختر دیگری را به جایگزینی فریحا بپذیرند. شما بدون تلاش از نتیجه چیزی آگاه نیستید، بنابراین ما تلاش کردیم، اشتباه کردیم و کارمان به زودی خاتمه پیدا کرد.

### فیلم‌برداری
سریال اسمش را فریحا گذاشتم عمدتاً در استانبول فیلمبرداری شده است. مکان‌های اصلی فیلمبرداری این سریال شامل مناطقی مانند اتیلر، ببک، ساری‌یر، آرناووت‌کوی و دانشکده بیکنت می‌شود که از مناطق اعیانی استانبول هستند. علاوه بر این، برخی از صحنه‌های این سریال در مناطق و استودیوهای مختلف استانبول فیلمبرداری شده است

### موسیقی
موسیقی متن فیلم توسط جم تونجر ساخته شده است که در تاریخ ۶ ژوئیه، در ۳۹ قطعه منتشر شد. موسیقی این سریال برنده بهترین موسیقی سریال تلویزیونی در سی و نهمین دوره جوایز پروانه طلایی شده است. یکی از ترانه‌های متن این سریال به نام فراموشم نکن (Beni Unutma) است که محبوبیت و شهرت زیادی دارد. متن شعر این ترانه توسط نیل یورتسور و جم تونجر نوشته و توسط ایلم آکتاش اجرا شده است.
نام قطعه‌ها و زمان هر قطعه در جدول زیر آمده است:
| شماره | نام قطعه                               | مدت زمان |
| ----- | -------------------------------------- | -------- |
| ۱.    | اسمش را فریحا گذاشتم                   | ۱:۴۱     |
| ۲.    | فراموشم نکن (ترانه با صدای ایلم آکتاش) | ۳:۵۳     |
| ۳.    | سرنوشت                                 | ۲:۱۶     |
| ۴     | این همان چیزی است که اسارت است         | ۲:۱۲     |
| ۵     | تم عشق                                 | ۲:۱۴     |
| ۶     | کفش‌های قرمز                            | ۱:۴۲     |
| ۷     | شرق                                    | ۱:۴۲     |
| ۸     | اسمش را فریحا گذاشتم (دراماتیک)        | ۲:۲۳     |
| ۹     | فراموشم نکن (موسیقی بی‌کلام)            | ۳:۳۴     |
| ۱۰    | یک شب در استانبول                      | ۱:۲۵     |
| ۱۱    | قالب زهرا - فریحا                      | ۱:۵۲     |
| ۱۲    | عشق (هیجان انگیز)                      | ۰:۴۹     |
| ۱۳    | کودکانه                                | ۲:۱۸     |
| ۱۴    | منتظر                                  | ۱:۵۴     |
| ۱۵    | من اسمشو گذاشتم فریحا (آهسته)          | ۱:۵۲     |
| ۱۶    | فریحا - امیر (با موضوع جدایی)          | ۲:۰۴     |
| ۱۷    | منتظر زمان                             | ۲:۱۱     |
| ۱۸    | قالب تعمیرکار مهمت/محمد                | ۱:۱۳     |
| ۱۹    | بیچاره                                 | ۱:۴۶     |
| ۲۰    | احساسی (گیتار)                         | ۰:۵۵     |
| ۲۱    | شادی                                   | ۰:۵۶     |
| ۲۲    | کلثوم - کورای (با تم عاشقانه)          | ۱:۰۳     |
| ۲۳    | تم خانواده شاد                         | ۲:۱۲     |
| ۲۴    | کفش‌های قرمز (پیانو)                    | ۱:۴۱     |
| ۲۵    | تم دوران کودکی فریحا                   | ۱:۵۸     |
| ۲۶    | اسمش را فریحا گذاشتم (نسخه مهیج)       | ۱:۲۹     |
| ۲۷    | عشق نابهنگام                           | ۱:۵۴     |
| ۲۸    | دسیسه                                  | ۱:۱۱     |
| ۲۹    | عشق جدید                               | ۳:۴۱     |
| ۳۰    | بی‌زمان                                 | ۲:۳۱     |
| ۳۱    | جاده                                   | ۳:۱۶     |
| ۳۲    | زهرا - رضا (با تم عاشقانه)             | ۲:۰۰     |
| ۳۳    | جادو                                   | ۲:۲۷     |
| ۳۴    | روزی روزگاری                           | ۰:۳۸     |
| ۳۵    | پیانوی زمان‌دار                         | ۱:۲۵     |
| ۳۶    | امید                                   | ۲:۲۲     |
| ۳۷    | دروغ                                   | ۰:۴۳     |
| ۳۸    | گیتار خسته                             | ۰:۵۴     |

## نقد و بازخورد
اسمش را فریحا گذاشتم برداشتی ترکی از داستان کلاسیک سیندرلا است اما از داستان عشق امیر و فریحا برای پرداختن کاملاً جدی به موضوع‌های اساسی مانند نابرابری اجتماعی، سنت در مقابل مدرنیته و خشونت خانگی استفاده می‌کند. این سریال علاوه بر یک درام جذاب و اجراهای برجسته، یک موسیقی متن قابل توجه را نیز به نمایش می‌گذارد. هازل کایا برای بازی در نقش «فریحا» برندهٔ «دومین دوره جوایز رسانه‌ای کریستال موس» برای بهترین بازیگر زن شد.
مشکلات اجتماعی و تعارضات خانوادگی که فریحا تجربه کرد، این سریال را قادر ساخت تا از طریق مضامین اجتماعی برای مخاطبان وسیعی جذب شود. بینندگان خود را در بخش‌هایی از زندگی روزمره فریحا یافتند و علاقه خود را به سریال افزایش دادند. روابط پیچیده و درگیری‌های شخصیت‌های اصلی باعث می‌شود مخاطب احساس کند در سریال حضور دارد. احساسات عمیق شخصیت‌ها و تراژدی‌هایی که تجربه می‌کنند تأثیر عمیقی بر مخاطب می‌گذارد. به همین دلیل سریال اسمش را فریحا گذاشتم همچنان به لطف هویت شخصیت‌های اصلی خود موفق به جذب بینندگان می‌شود.
فصل اول و دوم این سریال یکی از موفق‌ترین درام در تاریخ سینمای ترکیه بود، اما دلیل تیراندازی و مرگ فریحا ادر پایان فصل دوم مشخص نبود و تماشاگران بیش از حد از چنین پایانی ناراضی شدند. با وجود اینکه معلوم شد که تمام جزئیات مربوط به مرگ، تشییع جنازه و از دست دادن فریحا در ادامه سریال راه امیر فاش خواهد شد، دنبالهٔ آن راه امیر مورد علاقه بینندگان قرار نگرفت.
رتبه‌بندی این فیلم در بانک اطلاعات اینترنتی فیلم‌ها ۵٫۷ امتیاز از ۱۰ امتیاز اعلام شده است.

## پخش بین‌المللی
این سریال در میان موفق‌ترین سریال‌های تلویزیونی ترکی که در سرتاسر جهان نمایش داده می‌شود، قرار دارد که به ویژه در بلغارستان محبوب بود.
این سریال به بیش از ۷۰ کشور صادر شده است. او در کشورهای روسیه، بنگلادش، هند و پاکستان. در پاکستان در اردو ۱ دوبله در زبان اردو، زبان ملی پاکستان پخش شده است. در هند به زبان هندی دوبله شده و در کانال تلویزیونی زندگی، متعلق به شرکت سرگرمی زی نیز پخش شده است. همچنین در بنگلادش در زبان بنگالی دوبله شده و از ۱۳ نوامبر ۲۰۲۰ در دیپتو تی‌وی پخش شده است. به دلیل تقاضا، این برنامه از ۱۲ مه ۲۰۱۶ در همان شبکه تکرار شده است. فصل سوم و پایانی، «اسمش را فریحا گذاشتم: راه امیر»، برای اولین بار از ۱۶ نوامبر تا ۱۵ دسامبر با عنوان فریحا:فصل جدید توسط انال تلویزیونی زندگی پخش شد.
| کشور            | نمایش نام                      | کانال تلویزیونی                   | تاریخ اکران     |
| --------------- | ------------------------------ | --------------------------------- | --------------- |
| بنگلادش         | ফেরিহা فریحا                      | دیپتو تی‌وی                        | ۱۳ نوامبر ۲۰۲۰  |
| جهان عرب        | أسمیتها فریحة                  | ابوظبی تی‌وی                       | ۳ نوامبر ۲۰۱۲   |
| بلغارستان       | Огледален свят Ogledalen svyat | exclusive on Voyo.bg-bTV          | ۲ ژوئیه ۲۰۱۲    |
| پاکستان         | فریحه فریحا                    | اردو ۱                            | ۲۷ آوریل ۲۰۱۳   |
| رومانی          | فریحا                          | کانال دی (رومانی)                 | ۱۹ اکتبر ۲۰۱۳   |
| اتیوپی          | فریحا                          | کانا تی‌وی                         | ۷ فوریه ۲۰۱۸    |
| کرواسی          | Djevojka imena Feriha          | نوا تی‌وی (کرواسی)                 | ۱۵ ژوئیه ۲۰۱۳   |
| بوسنی و هرزگوین | Djevojka imena Feriha          | اوبی‌ان                            | ۷ اکتبر ۲۰۱۳    |
| افغانستان       | فریحه فریحا                    | تلویزیون طلوع                     | ۲۰۱۴            |
| اسلواکی         | فریحا                          | دوما تی‌وی                         | ۱۸ اوت ۲۰۱۴     |
| ایران           | فریحا                          | فارسی۱                            | ۲۳ اوت ۲۰۱۴     |
| اوکراین         | Сила кохання Феріхи            | ۱+۱ (شبکه تلویزیونی)              | ۲۶ ژانویه ۲۰۱۵  |
| قزاقستان        | Ферихa - فریحا                 | آستانا تی‌وی                       | ۴ فوریه ۲۰۱۵    |
| صربستان         | Zvala se Feriha                | اولین تلویزیون صربستان            | ۳۱ مه ۲۰۱۵      |
| مونته‌نگرو       | Zvala se Feriha                | اولین تلویزیون صربستان            | ۸ ژوئن ۲۰۱۵     |
| هند             | فریحا                          | زندگی (کانال تلویزیونی)           | ۱۵ سپتامبر ۲۰۱۵ |
| پرو             | El Secreto de Feriha           | تلویزیون لاتین                    | ۷ دسامبر ۲۰۱۵   |
| اروگوئه         | El Secreto de Feriha           | کانال ۴ (کانال تلویزیونی اروگوئه) | ۵ ژانویه ۲۰۱۶   |
| کلمبیا          | El Secreto de Feriha           | کاراکول تلویزیون                  | ۱۴ مارس ۲۰۱۶    |
| لیتوانی         | Turtuolé vargšė                | LNK                               | ۳۰ ژوئن ۲۰۱۶    |
| شیلی            | El Secreto de Feriha           | مگا (شبکه تلویزیونی شیلی)         | ۷ نوامبر ۲۰۱۶   |
| پورتوریکو       | El Secreto de Feriha           | واپا تی‌وی                         | ۷ نوامبر ۲۰۱۶   |
| آرژانتین        | El Secreto de Feriha           | تلفه                              | ۱۲ دسامبر ۲۰۱۶  |
| اسلوونی         | Dekle z imenom Feriha          | پاپ (کانال تلویزیونی اسلوونی)     | ۲۰۱۹            |
| آفریقای جنوبی   | The Girl Named Feriha          | ایی‌بلا                            | ۲۰۱۹            |
| سری لانکا       | රූමා /Rooma                      | هیرو تی‌وی                         | ۲۰۲۱            |
| موزامبیک        | Uma Rapariga chamada Feriha    | جادوی مانینگ                      | ۲۰۲۲            |